# Diverticulite du sigmoïde
 Mise en garde médicale
La diverticulite du sigmoïde ou sigmoïdite est une infection d'un ou de plusieurs diverticules du segment sigmoïde du côlon. Les diverticules sont de petites hernies de la muqueuse intestinale au travers de la paroi musculaire du côlon, le plus souvent localisés sur le sigmoïde, dans lesquelles la stagnation des matières fécales peut favoriser l'infection, selon un mécanisme analogue à celui de l'appendicite. Ces diverticules apparaissent avec l'âge et sont présents en plus ou moins grand nombre chez environ 40 % des personnes de plus de soixante ans.
On préfère le terme de diverticulite sigmoïdienne car une sigmoïdite peut avoir d'autres causes (maladie de Crohn, infection).

## Facteurs de risque
Le surpoids et le tabagisme (du moins chez la femme) seraient des facteurs de risque de diverticulite. L'exercice physique serait, au contraire, protecteur.
La prise de certains médicaments favoriserait la survenue de complications : aspirine, anti-inflammatoire non stéroïdien.

## Clinique
Elle consiste en un état fébrile, accompagné de douleurs abdominales en fosse iliaque gauche (« pseudo appendicite gauche »). 
Typiquement, la pression et décompression de la fosse iliaque droite reproduit la douleur à gauche (signe de Rosving).
La température est modérée (38 °C) en cas de diverticulite "simple" ou plus élevée (supérieure à 39 °C) en cas de complication. Chez les patients asiatiques, la douleur se situe fréquemment en fosse iliaque droite (car atteinte du colon droit préférentielle). On retrouve parfois d'autres signes digestifs non spécifiques tels que des nausées et vomissement, un iléus réflexe ou des signes urinaires d'irritation (pollakiurie ou dysurie).

## Complications
- Récidive
- Abcès péri-diverticulaire
- Perforation et péritonite
- Fistules avec Pneumaturie
- Sténose
- Hémorragie digestive

## Diagnostic
Une radiographie de l'abdomen sans préparation (ASP) et une échographie peuvent orienter le diagnostic, mais le meilleur examen est le scanner abdomino-pelvien, injecté avec opacification par voie basse. Le scanner doit être réalisé en première intention, il retrouve classiquement : une diverticulose (présence de diverticules), un épaississement pariétal, une infiltration de la graisse péri-diverticulaire ainsi qu'un rehaussement de la paroi du diverticule lors de l'injection de produit de contraste. Il permet aussi de déterminer un stade de complication selon la classification de Hinchey.

## Traitement
La prise en charge de la diverticulite a fait l'objet de la publication de recommandations. Celles de l'« American gastroenterological association » datent de 2015.
L'hospitalisation n'est plus obligatoire dans les formes simples.

### Médical
- Régime sans résidu, bonne hydratation.
- Antibiothérapie active sur les anaérobies et les entérobactéries, mais son efficacité reste discutée[8].
- Antalgiques, antispasmodiques.

Dans les formes simples, l'amélioration des symptômes se fait en un à deux jours.

### Chirurgical
Le but est de prévenir les récidives.
Les indications sont, dès la première poussée, les diverticulites compliquées (sepsis, péritonite ou résistance au traitement médical), en cas d'immunodépression ou de jeune âge. Sinon, la chirurgie est proposée à partir de la deuxième ou troisième récidive. Elle consiste en la réalisation par laparotomie ou cœlioscopie, d'une sigmoïdectomie emportant la charnière recto-sigmoïdienne suivie d'une anastomose colorectale. Un lavage de la cavité péritonéale par cœlioscopie est parfois fait mais avec des résultats discutés.
Dans des cas complexes, l'intervention peut aboutir à une colostomie (« anus artificiel »), pouvant être provisoire (avec rétablissement de la continuité au cours d'une deuxième intervention) ou définitive.